# 豊平 (札幌市)
豊平（とよひら）は、北海道札幌市豊平区にある地名。
豊平川から約2Kmを国道36号の両端約800mに沿う細長い形状の地域である。1910年（明治43年）に美園を、1950年（昭和25年）に旭町、水車町を当地区から分割した。
アイヌ語の「トイェ・ピラ」（崩れた崖）からこの地名が付いたと言われる。

## 歴史
- 1857年（安政4年）：江戸幕府により小樽市銭函から千歳市に至る札幌越新道（札幌本道、現在の国道5号、国道36号）の建設開始。また、現豊平3条1丁目あたりに豊平川の渡し場、通行屋が建設され、志村鐵一が定住。
- 1871年（明治4年）：月寒、平岸の開拓が始まると、それに伴い豊平の開拓も始まる。また、この頃、初代の豊平橋が架けられたが、暴れ川とも呼ばれる豊平川に架かる橋は、幾度となく流された。
- 1873年（明治6年）：札幌本道が開通。豊平側は室蘭街道と呼ばれていた。
- 1874年（明治7年）：月寒、平岸に遅れること2年、豊平村が開村。
- 1880年（明治13年）：阿部仁太郎が青森県より入植し、以降村総代として水田耕作、連合用水の開削、豊平小学校設立など尽力した。
- 1883年（明治16年）：阿部仁太郎により札幌豊平郵便局を現在の豊平4条1丁目に開設。1962年（昭和37年）に豊平郵便局が月寒より移転開設すると豊平橋郵便局と改称
- 1902年（明治35年）：豊平村・月寒村・平岸村が合併し、豊平村が誕生する。元の豊平村は豊平村大字豊平村となり、役場は現在の豊平4条6丁目に置かれた。
- 1898年（明治31年）：開拓の功により、阿部仁太郎に藍綬褒章が授与される。
- 1908年（明治41年）：町制施行により、豊平町大字豊平村となる。
- 1910年（明治43年）：大字豊平のうち美園地区を残し札幌区へ編入。札幌区字豊平町となる。
- 1918年（大正7年）：定山渓鉄道線が開通すると、豊平駅が現在の豊平5条9丁目で開業。
- 1922年（大正11年）：札幌区の市制施行により、札幌市豊平町となる。
- 1924年（大正13年）：電気軌道による路面電車が延伸開業。また札幌－月寒にもバスの運行が始まる。
- 1929年（昭和4年）：定山渓鉄道豊平駅まで路面電車が延長される。
- 1950年（昭和25年）：旭町、水車町を分割。
- 1969年（昭和44年）11月1日：定山渓鉄道の廃止。
- 1971年（昭和46年）10月1日：札幌市営地下鉄南北線が開通されると、路面電車（札幌市電）が廃止。以降23年、豊平地区の公共交通機関はバスのみとなる。
- 1972年（昭和47年）4月1日：札幌市が政令指定都市となり、札幌市豊平区豊平となる。
- 1994年（平成6年）10月14日：札幌市営地下鉄東豊線が福住駅まで延伸開業されると、豊平地区に学園前駅、豊平公園駅が開業。

## 隣接地区
- 東：美園
- 西：中央区
- 南：水車町、旭町、平岸
- 北：白石区菊水、白石区東札幌

## 住所
| 町丁                                       | 郵便番号 |
| ------------------------------------------ | -------- |
| 豊平1条1丁目～8丁目、10丁目〜13丁目        | 062-0901 |
| 豊平2条1丁目～8丁目、10丁目〜13丁目        | 062-0902 |
| 豊平3条1丁目～13丁目                       | 062-0903 |
| 豊平4条1丁目〜3丁目、5丁目～13丁目         | 062-0904 |
| 豊平5条1丁目〜3丁目、5丁目～11丁目、13丁目 | 062-0905 |
| 豊平6条2丁目〜3丁目、5丁目～10丁目         | 062-0906 |
| 豊平7条7丁目〜10丁目、13丁目               | 062-0907 |
| 豊平8条8丁目〜13丁目                       | 062-0908 |
| 豊平9条9丁目                               | 062-0909 |

## 主要道路
- 豊平川通（豊平川右岸線）：豊平川を隔てて中央区と接する。
- 東北通：白石区菊水、東札幌との境界。
- 国道36号：地区内を北西から南東に抜ける
- 国道453号（平岸通）：旭町との境界。
- 南7条米里通：地区内を南西から北東に抜ける。
- 菊水旭山公園通：地区内を南西から北東に抜ける。また、旭町との境界でもある。
- 米里行啓通：美園との境界。

## 河川
- 豊平川

## 主な施設等
- 札幌市水道局豊平庁舎（豊平8-10）
- 札幌市建設局下水道庁舎（豊平6-3）
- 豊平公園

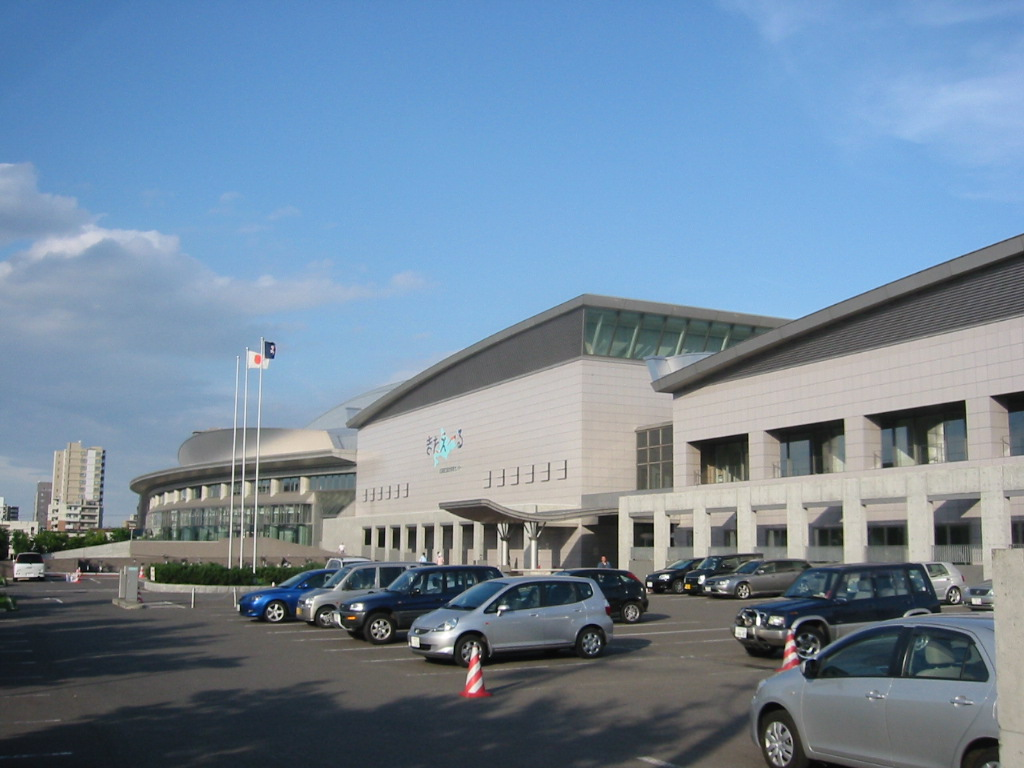
北海道立総合体育センター

  - 北海道立総合体育センター（きたえーる）（豊平5-11）
- 豊平警察署（豊平7-13）

## 周辺
- 学校法人北海学園（旭町）

## 教育

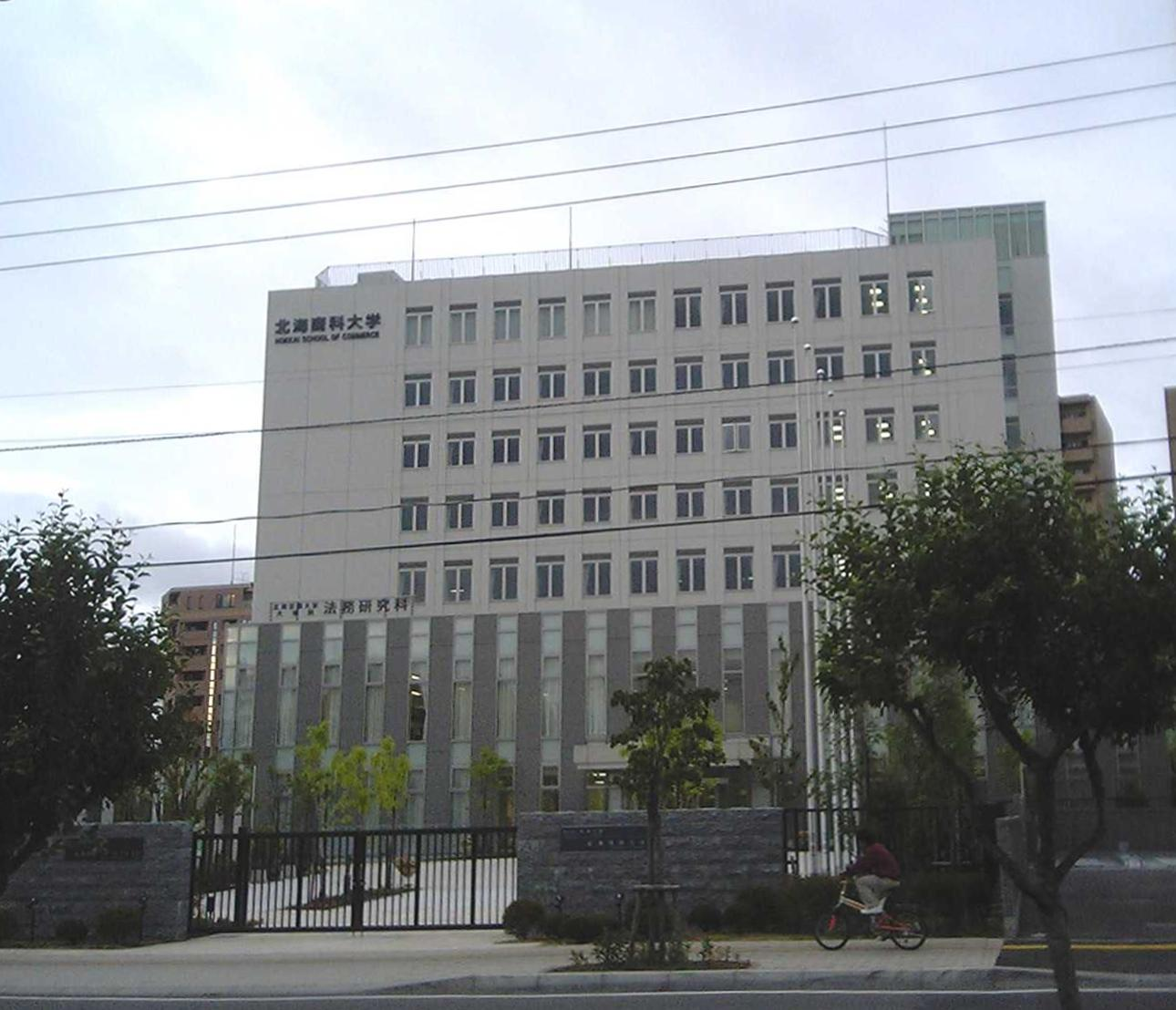
北海商科大学

### 大学・短期大学
- 私立
  - 北海商科大学（豊平6-6）

### 専門学校
- 札幌幼児保育専門学校（豊平4-8）
- 北海道文化服装専門学校（豊平4-8）
- 池上学院グローバルアカデミー専門学校（豊平6-6）

### 高等学校
- 私立
  - 池上学院高等学校（豊平3-5）

### 中学校
- 市立（豊平地区も学区に含まれる学校を記載）
  - 札幌市立八条中学校（豊平8-13）
  - 札幌市立幌東中学校（白石区菊水6-3）

### 小学校
- 市立（豊平地区も学区に含まれる学校を記載）
  - 札幌市立豊平小学校（豊平5-7）
  - 札幌市立東園小学校（豊平1-12）
  - 札幌市立旭小学校（水車町3）
  - 札幌市立みどり小学校（美園5-2）

### 幼稚園
- 札幌ゆたか幼稚園（豊平1-4）

### その他
- 札幌市豊平児童会館（豊平6-7）
- 札幌市東園小ミニ児童会館（豊平1-12、東園小学校内）

## 交通機関
- 札幌市営地下鉄東豊線 ／学園前駅（豊平6-6） ・豊平公園駅（豊平5-13）